# Gustavo Rojas
Gustavo Rojas (Bogotá, Colombia; 6 de febrero de 1988) es un exfutbolista colombiano. Jugaba de lateral derecho. Es el psicólogo titulado en el Politécnico Grancolombiano y desde 2019 ejerce esa profesión en el Fortaleza CEIF.

## Trayectoria
Jugó en las divisiones inferiores del Bogotá F.C.. Posteriormente pasó al mismo grupo, pero en Millonarios, donde más adelante hizo su debut como profesional. Fue seleccionado Sub-20 por Colombia en el Torneo Suramericano del 2007.
En el 2008, Rojas no tuvo mayor continuidad con Millonarios, por lo que renunció al equipo bogotano. Esto le dio lugar para fichar con el Atlético Huila en el 2009.

## Clubes

### Como jugador
| Club           | País     | Temporadas  |
| -------------- | -------- | ----------- |
| Millonarios    | Colombia | 2006 - 2008 |
| Atlético Huila | Colombia | 2009 - 2011 |
| Bogotá F. C.   | Colombia | 2012 - 2014 |
| Cortuluá       | Colombia | 2014 - 2015 |

### Como psicólogo
| Club           | País     | Temporadas    |
| -------------- | -------- | ------------- |
| Fortaleza CEIF | Colombia | 2019-presente |

## Estadísticas

### Clubes
Actualizado al último partido disputado el 6 de septiembre de 2015.
| Club                      | Div.          | Temporada     | Liga  | Liga  | Copas nacionales | Copas nacionales | Copas internacionales | Copas internacionales | Total | Total |
| Club                      | Div.          | Temporada     | Part. | Goles | Part.            | Goles            | Part.                 | Goles                 | Part. | Goles |
| ------------------------- | ------------- | ------------- | ----- | ----- | ---------------- | ---------------- | --------------------- | --------------------- | ----- | ----- |
| Millonarios · Colombia    | 1°            | 2006-08       | 56    | 0     | -                | -                | 5                     | 0                     | 61    | 0     |
| Millonarios · Colombia    | Total club    | Total club    | 56    | 0     | 0                | 0                | 5                     | 0                     | 61    | 0     |
| Atlético Huila · Colombia | 1°            | 2009          | 5     | 0     | -                | -                | -                     | -                     | 5     | 0     |
| Atlético Huila · Colombia | 1°            | 2010          | 5     | 1     | -                | -                | -                     | -                     | 5     | 1     |
| Atlético Huila · Colombia | 1°            | 2011          | 17    | 0     | 8                | 0                | -                     | -                     | 25    | 0     |
| Atlético Huila · Colombia | Total club    | Total club    | 27    | 1     | 8                | 0                | 0                     | 0                     | 35    | 1     |
| Bogotá FC · Colombia      | 2°            | 2012          | 10    | 2     | 2                | 0                | -                     | -                     | 12    | 0     |
| Bogotá FC · Colombia      | 2°            | 2013          | 33    | 5     | 7                | 1                | -                     | -                     | 40    | 6     |
| Bogotá FC · Colombia      | 2°            | 2014          | 14    | 1     | -                | -                | -                     | -                     | 14    | 1     |
| Bogotá FC · Colombia      | Total club    | Total club    | 57    | 8     | 9                | 1                | 0                     | 0                     | 66    | 9     |
| Cortuluá · Colombia       | 2°            | 2014          | 10    | 2     | 8                | 0                | -                     | -                     | 18    | 2     |
| Cortuluá · Colombia       | 1°            | 2015          | 10    | 0     | 3                | 1                | -                     | -                     | 13    | 1     |
| Cortuluá · Colombia       | Total club    | Total club    | 20    | 2     | 11               | 1                | 0                     | 0                     | 33    | 3     |
| Total carrera             | Total carrera | Total carrera | 160   | 11    | 28               | 2                | 5                     | 0                     | 193   | 0     |

### Selección
| Sub-20 · Colombia                                     | 2007                       | — | — | 8 | 0 | — | — | 8 | 0 |
| Sub-20 · Colombia                                     | Total                      | 0 | 0 | 8 | 0 | 0 | 0 | 8 | 0 |
| Total Selecciones Colombia                            | Total Selecciones Colombia | 0 | 0 | 8 | 0 | 0 | 0 | 8 | 0 |
| (1) Incluye los partidos del Campeonato Sudamericano. |                            |   |   |   |   |   |   |   |   |